# Presbytère du Tréport
Le presbytère est un édifice situé sur la commune du Tréport, en Seine-Maritime, en France. Il fait l’objet d’un classement au titre des monuments historiques depuis 1910.

## Localisation
L'édifice est situé 1, rue Abbé-Vincheneux.

## Historique
L'édifice est daté du XVIe siècle. Le même siècle la ville subit des attaques anglaises.
Le monument est classé comme monument historique depuis le 28 décembre 1910.